# Hiroki Waki
Hiroki Waki (脇 裕基 Waki Hiroki?, nacido el 20 de febrero de 1993 en Osaka) es un futbolista japonés que se desempeña como delantero.

## Trayectoria

### Clubes
| Club             | País  | Año         |
| ---------------- | ----- | ----------- |
| Amitie SC Kyoto  | Japón | 2015        |
| Fujieda MYFC     | Japón | 2016 - 2017 |
| Ococias Kyoto AC | Japón | 2017 -      |

## Estadística de carrera

### J. League
| Club         | Año   | J. League | J. League | Copa J. League | Copa J. League | Total | Total |
| Club         | Año   | Part.     | Goles     | Part.          | Goles          | Part. | Goles |
| ------------ | ----- | --------- | --------- | -------------- | -------------- | ----- | ----- |
| Fujieda MYFC | 2016  | 10        | 1         | -              | -              | 10    | 1     |
| Fujieda MYFC | 2017  | 0         | 0         | -              | -              | 0     | 0     |
| Total        | Total | 10        | 1         | 0              | 0              | 10    | 1     |